# Ulugurubusktörnskata
Ulugurubusktörnskata (Malaconotus alius) är en starkt utrotningshotad fågel i familjen busktörnskator som enbart förekommer i Tanzania.

## Utseende och läten
Ulugurubusktörnskatan är en stor (22-24 cm) och kraftig busktörnskata med enhetligt olivgrön ovansida och kanariegul undersida. Den har vidare svart hjässa och en svart, kraftig och krokförsedd näbb. Honan är mattare i färgerna än hanen. Lätet är en spöklik serie med tre till fem visslingar som stiger något på slutet.

## Utbredning och status
Fågeln förekommer enbart i Ulugurubergen i centrala Tanzania. IUCN kategoriserar arten som starkt hotad.

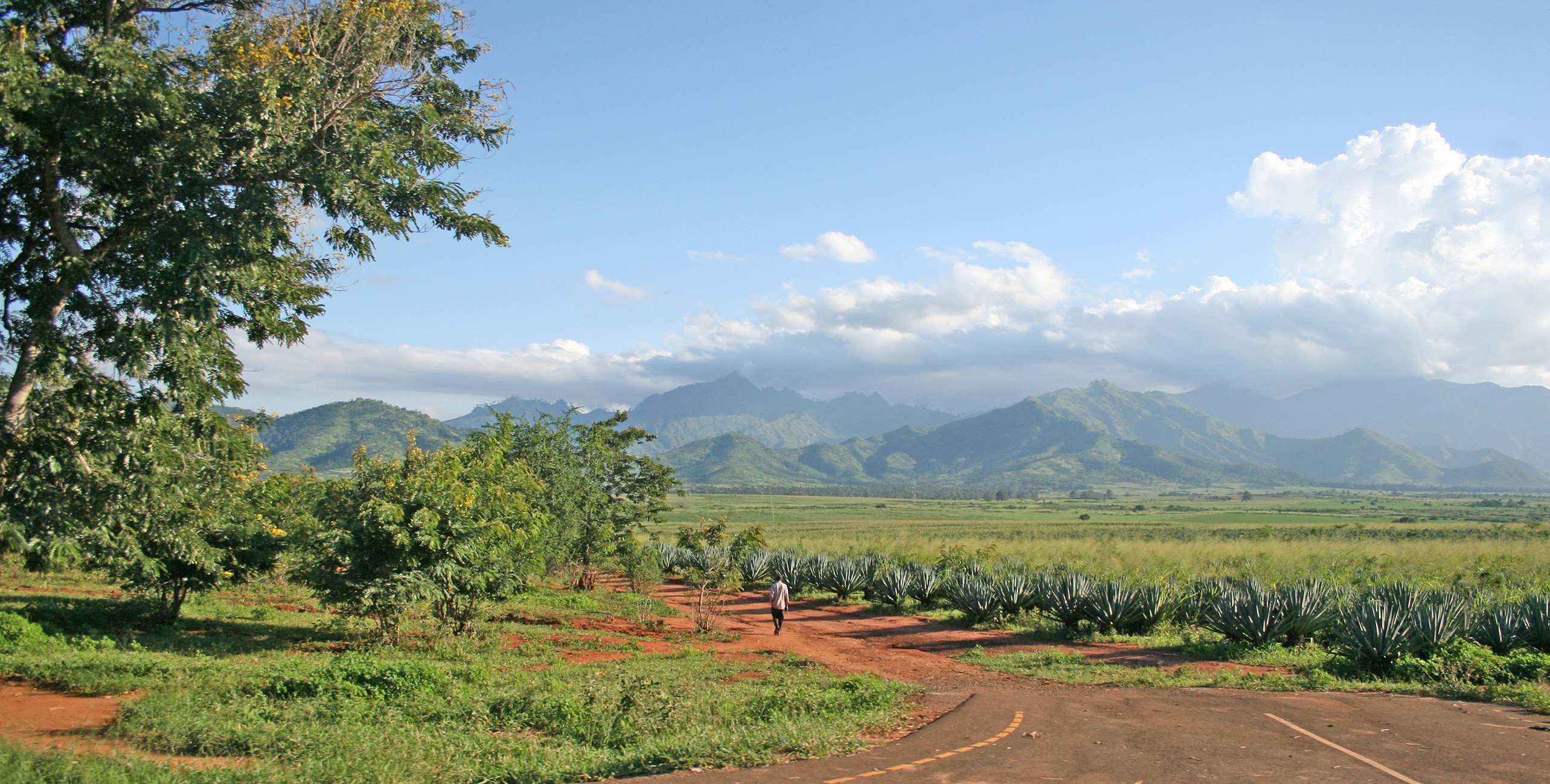
Ulugurubergen där arten endast förekommer.